# Михайло Остроградський (монета)
«Миха́йло Острогра́дський» — ювілейна монета номіналом 2 гривні, яку випустив Національний банк України, присвячена 200-річчю з дня народження видатного українського вченого-математика, академіка п'яти академій (Паризької, Санкт-Петербурзької, Римської, Туринської та Американської) Михайла Васильовича Остроградського (24. 09. 1801 — 01. 01. 1862 роки), який народився у селі Пашенівка на Полтавщині. Основні його праці присвячені математичному аналізу, теоретичній механіці, математичній фізиці.
Монету введено в обіг 20 серпня 2001 року. Вона належить до серії «Видатні особистості України».

## Опис монети та характеристики
| Номінал грн. | Метал      | Маса, г | Діаметр, мм | Якість виготовлення | Гурт     | Тираж, штук |
| ------------ | ---------- | ------- | ----------- | ------------------- | -------- | ----------- |
| 2            | нейзильбер | 12,8    | 31,0        | звичайна            | рифлений | 30 000      |

### Аверс
На аверсі монети у центрі зобразили потік інтегральних кривих у системі координат, а також малий Державний Герб України, написи в чотири рядки: «УКРАЇНА», «2001», «2», «ГРИВНІ» та логотип Монетного двору Національного банку України.

### Реверс
На реверсі монети зобразили портрет М. В. Остроградського, ліворуч — інтеграл дробово-раціональної функції (метод інтегрування таких функцій назвали його ім'ям); праворуч — напис у два рядки півколом: «1801-1862», «МИХАЙЛО ОСТРОГРАДСЬКИЙ».

## Автори

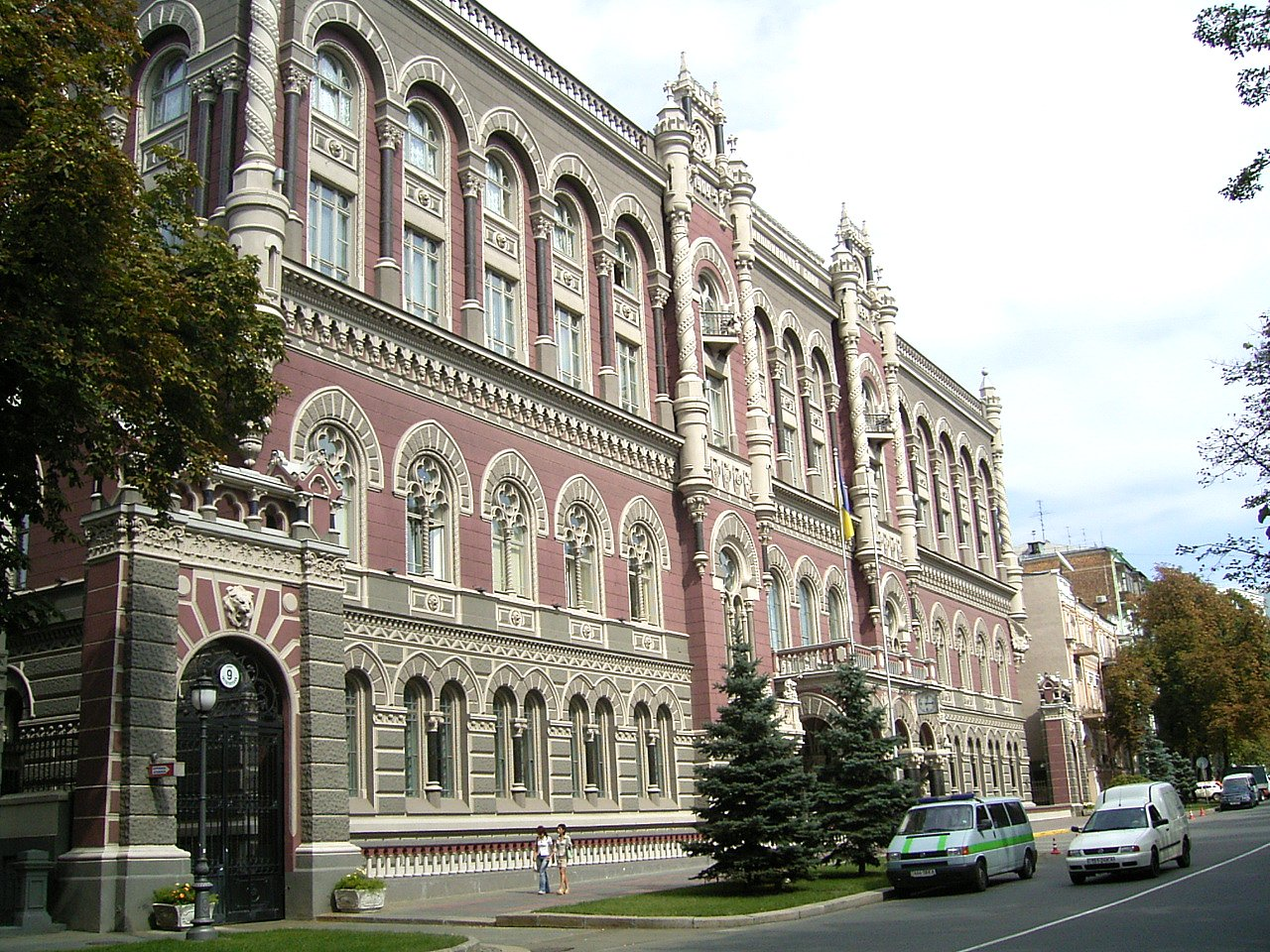
Будівля Національного банку України

- Художник — Кочубей Микола.
- Скульптор — Атаманчук Володимир.

## Вартість монети
Під час введення монети в обіг 2001 року, Національний банк України розповсюджував монету через свої філії за номінальною вартістю — 2 гривні.
Фактична приблизна вартість монети з роками змінювалася так:
| Рік        | 2010 | 2011 | 2012 | 2013 | 2014 | 2015 | 2016 | 2017 | 2018 | 2019 | 2020 | 2021 | 2022 | 2023 | 2024 | 2025 |
| ---------- | ---- | ---- | ---- | ---- | ---- | ---- | ---- | ---- | ---- | ---- | ---- | ---- | ---- | ---- | ---- | ---- |
| Ціна, грн. | 40   | 50   | 60   | 100  | 130  | 150  | 220  | 250  | 300  | 310  | 290  | 350  | 350  | 500  | 600  | 670  |

- Список ювілейних та пам'ятних монет України з недорогоцінних металів
- Список ювілейних та пам'ятних монет України з дорогоцінних металів